# Chiesa di San Giorgio (Parma)
La chiesa di San Giorgio è un luogo di culto cattolico dalle forme barocche, situato in via Cremonese 22e a Viarolo, frazione di Parma, in provincia e diocesi di Parma; è sede di una parrocchia compresa nella zona pastorale della Bassa.

## Storia
Il luogo di culto originario dedicato a san Giorgio martire fu edificato in epoca medievale; la più antica testimonianza della sua esistenza risale al 3 febbraio 1054, quando la Capella ipsa infra ipso Castro Viarolo in honorem S. Georgii consacrata fu menzionata in un atto di compravendita.
Nel 1230 l'Ecclesie S. Georgii de Viarolo fu citata nel Capitulum seu Rotulus Decimarum della diocesi di Parma tra le dipendenze dell'abbazia di San Michele della Chiusa sul monte Pirchiriano, pur trovandosi all'interno del territorio amministrato dalla pieve di Bianconese; per questo motivo il luogo di culto divenne sede di priorato.
Dopo il 1564, col passaggio di proprietà alla diocesi di Parma, il tempio fu elevato a sede parrocchiale autonoma.
Nei primi anni del XVIII secolo il piccolo edificio medievale fu completamente ricostruito in forme più ampie in stile barocco, ribaltando anche l'orientamento originario.
Intorno al 1960 la chiesa fu restaurata e decorata internamente.

## Descrizione

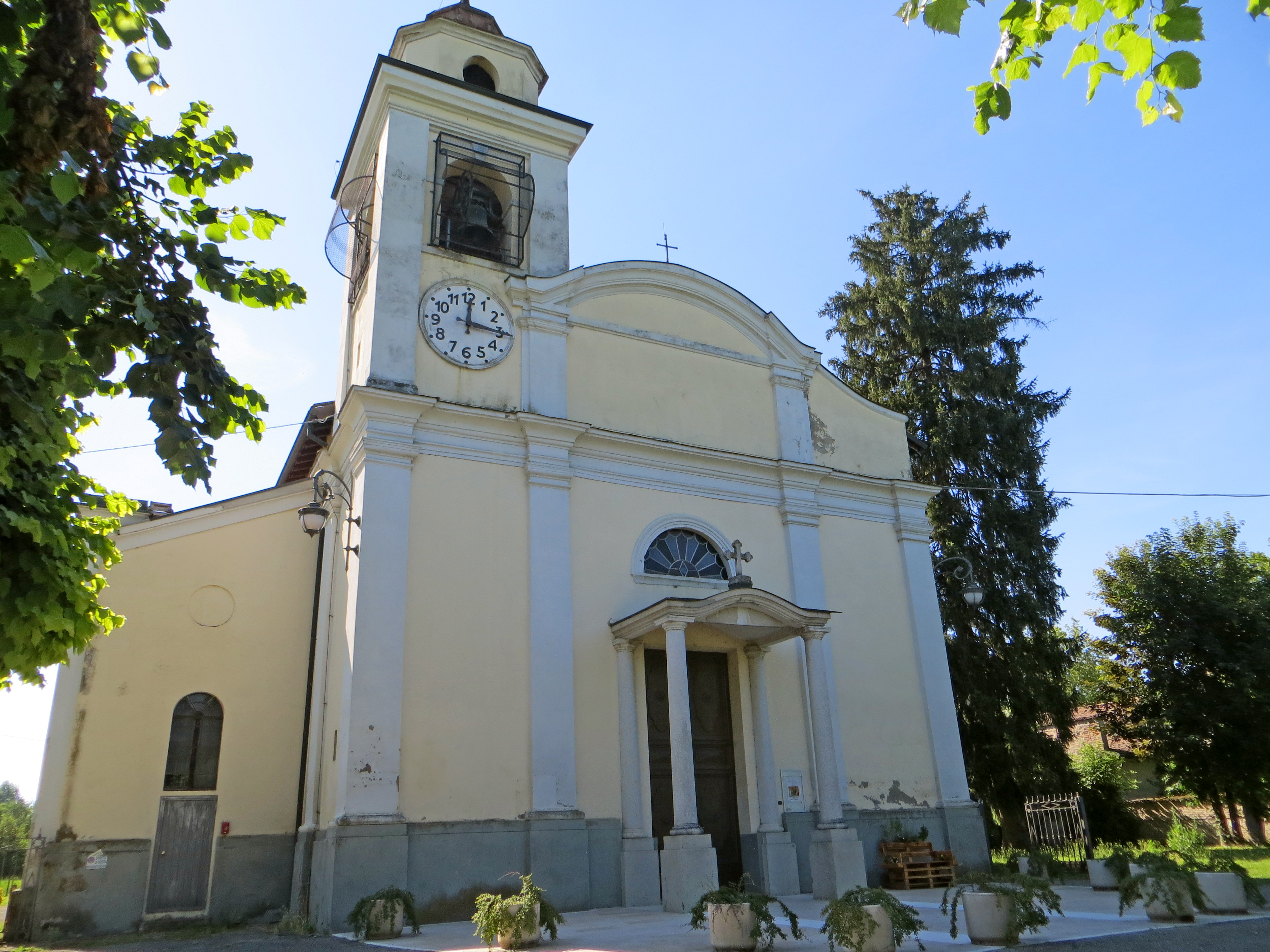
Facciata

La chiesa si sviluppa su un impianto a pianta centrale ottagonale, con cappella laterale sinistra e presbiterio absidato.
La facciata, interamente intonacata, è scandita orizzontalmente in due parti da un cornicione in rilievo. Inferiormente si innalzano su un alto basamento quattro lesene coronate da capitelli dorici; nel mezzo è collocato l'ampio portale d'ingresso, preceduto dal protiro sostenuto da due sottili colonnine; più in alto si apre una finestra a lunetta, delimitata da cornice. Superiormente la porzione centrale è sormontata dal frontone curvilineo, sostenuto da due lesene con capitelli dorici; mentre sulla destra si trova un accenno di voluta, sulla sinistra si eleva il campanile, delimitato sulle estremità da lesene; la cella campanaria si affaccia sui quattro lati attraverso monofore ad arco a tutto sesto, mentre a coronamento si staglia la lanterna a pianta poligonale.
All'interno l'aula è scandita verticalmente da lesene doriche scanalate, che si elevano in corrispondenza degli spigoli. Il presbiterio absidato, coperto da una volta a botte dipinta, è lievemente sopraelevato e preceduto da una balaustra; al centro è collocato l'altare maggiore lignea a mensa, aggiunto intorno al 1970; sul fondo, sopra al coro in stile Luigi XVI, si staglia tra due finestre la pala raffigurante San Giorgio che uccide il drago, realizzata nel XVII secolo da Francesco Monti detto "il Brescianino" e inquadrata da una cornice riccamente intagliata.
La chiesa conserva altre opere di pregio, tra cui i dipinti tardo-seicenteschi rappresentanti la Madonna col Bambino che appare ai santi Biagio e Domenico e la Madonna Assunta che va verso la Santissima Trinità, una credenza settecentesca intagliata e un calice argenteo sbalzato risalente al XVIII secolo.